# Мюллер-Гуттенбрунн, Адам
Адам Мюллер-Гуттенбрунн (нем. Müller-Guttenbrunn Adam; 22 октября 1852, Гуттенбрунн — 5 января 1923, Вена) — австрийский писатель
.

## Биография
Адам Мюллер-Гуттенбрунн родился в 1852 году. Писал драмы, например «Des Hauses Fourchambault Ende» (продолжение драмы Эм. Ожье, Бреславль, 1881), роман «Frau Dornröschen» (3 изд., Дрезден, 1892), сборник повестей «Gescheiterte Liebe» (Лейпциг, 1889), несколько сочинений полемического характера: «Wien war eine Theaterstadt» (4 изд., 1885), «Das Wiener Theaterleben» (2 изд., Лейпциг, 1890).
Свои взгляды на театр Мюллер изложил в «Dramaturgische Gänge» (Дрезден, 1892); его этюды о выдающихся немецко-австрийских поэтах XIX в. появились под заглавием: «Im Jahrhundert Grillparzers» (Вена, 1893). Вместе с Павиковским Мюллер издал «Trost und Trutzbü chlein der Deutschen in Oesterreich», стихотворения (Лейпциг, 1889).

## Разное
В Энциклопедии Брокгауза и Ефрона ошибочно назван Мюллер-Гуттербрунн (нем. Müller-Gutterbrunn Adam).